# Katsukawa Shun'ei
En aquest nom japonès, el cognom és Katsukawa.
Katsukawa Shun'ei (japonès: 勝川 春英) (1762-1819) fou un artista japonès, especialista en impressions i gravats de l'estil ukiyo-e. Va produir nombrosos gravats d'actors de teatre kabuki i de lluitadors de sumo. L'estil dels seus retrats d'actors recorda a l'escola Sharaku. Al Museu Nacional d'Art de Catalunya es conserven algunes obres seves.